# Salvatore Maranzano
Salvatore Maranzano (italiană: [salvaˈtoːre maranˈtsaːno]; n. 31 iulie 1886, Castellammare del Golfo, Sicilia, Regatul Italiei – d. 10 septembrie 1931, New York City, New York, SUA) a fost un gangster din Castellammare del Golfo, Sicilia și primul don al familiei Bonanno din New York. După războiul Castellammarese și asasinarea rivalului său Joe Masseria în  aprilie 1931, acesta și-a dorit să preia controlul întregii mafii americane. A devenit pentru scurt timp capo di tutti i capi (în română șeful tuturor șefilor) și a înființat cele cinci familii din New York. A fost ucis pe 10 septembrie 1931 la ordinele lui Charles „Lucky” Luciano. Acesta a puse bazele unui corp de guvernare care să împiedice alte conflicte între familii: Comisia.